# سرسود
سرسود (به انگلیسی: Sarsod) یک منطقهٔ مسکونی در هند است که در هاریانا واقع شده‌است. سرسود ۵٬۲۱۶ نفر جمعیت دارد و ۲۱۴ متر بالاتر از سطح دریا واقع شده‌است.